# Reprezentacja Grenlandii w piłce nożnej mężczyzn
Piłkarska reprezentacja Grenlandii – narodowy zespół piłkarski Grenlandii, autonomicznego terytorium zależnego Danii w Ameryce Północnej. Drużyną zarządza Grenlandzki Związek Piłki Nożnej - Kalaallit Nunaanni Isikkamik Arsaattartut Kattuffiat, który jest niezależny od Duńskiego Związku Piłki Nożnej - Dansk Boldspil-Union. Jest to reprezentacja niezrzeszona w Międzynarodowej Federacji Piłki Nożnej (FIFA), Konfederacji Piłkarskiej Ameryki Północnej, Środkowej i Karaibów (CONCACAF) ani Unii Europejskich Związków Piłkarskich (UEFA) i nie ma możliwości uczestnictwa w rozgrywkach przez nie organizowanych - mistrzostwach świata czy Złotego Pucharu CONCACAF.

## Historia
Reprezentacja od 13 października 2005 roku była członkiem tymczasowym, a od 25 marca 2006 roku do 2013 roku - członkiem stałym NF-Board. W maju 2016 roku została członkiem Confederation of Independent Football Associations (CONIFA). Jest także członkiem International Island Games Association (IIGA).
Reprezentacja sporadycznie rozgrywa nieoficjalne mecze piłkarskie, głównie z narodowymi reprezentacjami państw północnoatlantyckich (m.in. z reprezentacją Islandii i Wysp Owczych). Grała również w towarzyskim meczu piłkarskim z reprezentacją Tybetu (który również nie jest członkiem FIFA), wygrywając to spotkanie 4–1 (Kopenhaga, 30.06.2001).
W roku 2006 reprezentacja Grenlandii wystąpiła w pierwszej edycji FIFI Wild Cup – międzynarodowego turnieju piłkarskiego dla drużyn niezrzeszonych w FIFA. Turniej w Hamburgu zakończył się dla Grenlandii na rundzie grupowej, w której uległa reprezentacji Cypru Północnego 0–1 i drużynie Zanzibaru 2–4.
Według danych z 2013 roku reprezentacja ta rozegrała 65 nieoficjalnych spotkań z czego wygrała 18, zremisowała 6 i przegrała 41.
28 maja 2024 ogłoszono, że Grenlandzki Związek Piłki Nożnej zgłosił wniosek o członkostwo w CONCACAF.

## Turnieje międzynarodowe
| Rok  | Turniej       | Gospodarz       | Runda / pozycja końcowa    |
| ---- | ------------- | --------------- | -------------------------- |
| 1989 | Island Games  | Wyspy Owcze     | 4 miejsce                  |
| 1991 | Island Games  | Wyspy Alandzkie | Runda 1 - 8 miejsce        |
| 1993 | Island Games  | Wight           | 4 miejsce                  |
| 1995 | Island Games  | Gibraltar       | 4 miejsce                  |
| 1997 | Island Games  | Jersey          | Runda 1 - 9 miejsce        |
| 1999 | Island Games  |                 | Ćwierćfinał - 8 miejsce    |
| 2001 | Island Games  | Wyspa Man       | Runda 1 - 9 miejsce        |
| 2003 | Island Games  | Guernsey        | Runda 1 - 10 miejsce       |
| 2005 | Island Games  | Szetlandy       | Runda 1 - 8 miejsce        |
| 2006 | FIFI Wild Cup |                 | Runda 1 - 5 miejsce        |
| 2006 | ELF Cup       | Cypr Północny   | Runda 1 - 5 miejsce        |
| 2009 | Island Games  | Wyspy Alandzkie | Runda 1 - 9 miejsce        |
| 2011 | Island Games  | Wight           | Runda 1 - 11 miejsce       |
| 2013 | Island Games  | Bermudy         | 2 miejsce                  |
| 2015 | Island Games  | Jersey          | Runda play-off - 5 miejsce |
| 2017 | Island Games  |                 | 2 miejsce                  |

## Stadion domowy
Stadionem narodowym reprezentacji Grenlandii jest Nuuk Stadion, mieszczący się w stolicy Grenlandii - mieście Nuuk. Pojemność stadionu wynosi około 2000 miejsc.

## Zawodnicy

### Obecny szeroki skład
Na zgrupowanie, które odbyło się w dniach 17-25 września 2022 r., oraz na hybrydowy mecz towarzyski z Kosowem U21 powołano następujących zawodników
| Nr | Poz. | Piłkarz             |
| -- | ---- | ------------------- |
| 1  | BR   | Brian Rosing Kleist |
| 2  | BR   | Peter Berthelsen    |
| 3  | OB   | Morten Fleischer    |
| 4  | OB   | Adam Ejler          |
| 5  | OB   | Aiko Nielsen        |
| 6  | OB   | Katu Madsen         |
| 7  | OB   | Kunuuteeraq Isaksen |
| 8  | OB   | Mika Thyssen        |
| 9  | OB   | Morten Nystrup      |
| 10 | PO   | Nikki Petersen      |

| Nr | Poz. | Piłkarz                 |
| -- | ---- | ----------------------- |
| 11 | PO   | Søren Kristiansen       |
| 12 | PO   | Ari Hermann             |
| 13 | PO   | Rene Eriksen Petersen   |
| 14 | PO   | Mathias Christensen     |
| 15 | PO   | Karsten Møller Andersen |
| 16 | NA   | John-Ludvig Broberg     |
| 17 | NA   | Nemo Thomsen            |
| 18 | NA   | Søren Kreutzmann        |
| 19 | NA   | Niels-Erik Eriksen      |

## Sztab szkoleniowy

### Byli trenerzy
| Trener                               | Lata      |
| ------------------------------------ | --------- |
| Niels Møller                         | 1977      |
| Uvdlo Jakobsen Elisaeus Kreutzmann   | 1983      |
| Lars Lundblad                        | 1984      |
| Simon Simonsen                       | 1989      |
| Isak Nielsen Kleist                  | 1993–1995 |
| Ulf Abrahamsen                       | 1996      |
| Lars Olsvig Jens Jorgen Egede        | 1997      |
| Sepp Piontek                         | 1999–2002 |
| Jens Tang Olesen Kristian Lyberth    | 2003      |
| Sepp Piontek                         | 2004      |
| Jens Tang Olesen Hans Frederik Olsen | 2005–2010 |
| Tonnes Berthelsen René Olsen         | 2010–2012 |
| René Olsen Tekre Ghebrelul           | 2013–2019 |
| Morten Rutkjær                       | 2020–     |